# Sed'moe nebo
Sed'moe nebo (Седьмое небо) è un film del 1971 diretto da Ėduard Nikandrovič Bočarov.

## Trama
Una bellissima ragazza di Mosca di nome Oksana, che si innamora del minatore Ivan e va con lui nel sud. Si stanca presto della vita del minatore e decide di tornare a Mosca, ma non riesce a dimenticare Ivan.